# 쿠로사와 아스카
쿠로사와 아스카 (黒沢 あすか 구로사와 아스카[*], 1971년 12월 22일~)는 일본의 배우이다. 가나가와현 후지사와시 출신이며 이전에는 본명인 오카사카 아스카로 활동하였다. 소속사는 오피스 메이이다.

## 출연

### 드라마
- 그와 그녀의 사정(1994)
- 외교관 쿠로다 코사쿠(2011)
- 운명의 인간(2012)
- 히토리시즈카(2012) 이토 미유키 역
- 굿닥터(2018) 유이나 엄마역

### 영화
- 6월의 뱀(2004)
- 혐오스러운 마츠코의 일생(2006) 사와무라 메구미 역
- 여자아이 이야기(2009)
- 차가운 열대어(2011) 무라타 아이코 역
- 두더지(2012) 차자와의 엄마 역